# Garde-Dragoner-Kaserne

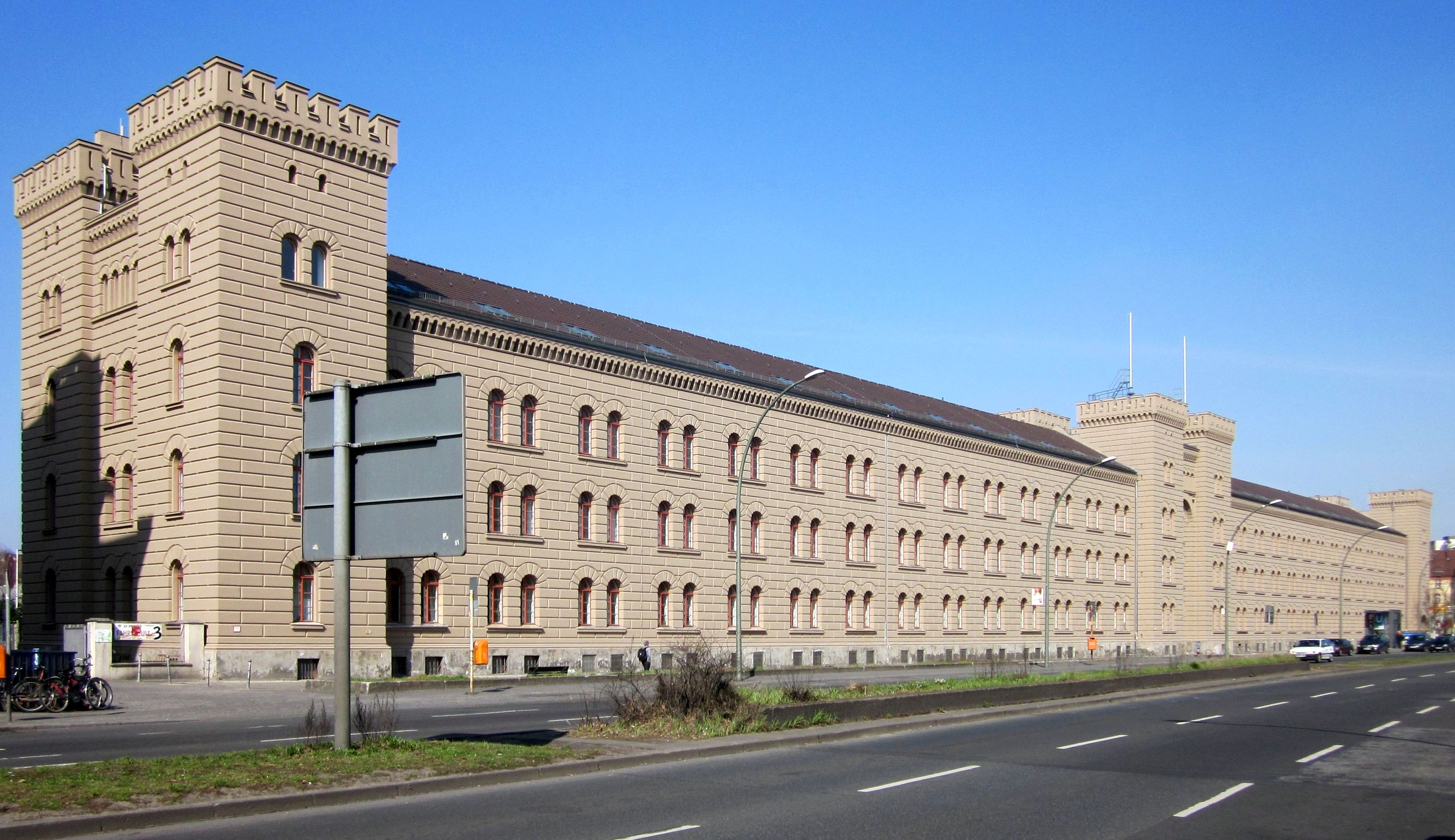
Hauptgebäude der ehemaligen Garde-Dragoner-Kaserne in Berlin-Kreuzberg

Die Garde-Dragoner-Kaserne ist ein denkmalgeschütztes Bauwerk am Mehringdamm 20, 22 und 28 im Berliner Ortsteil Kreuzberg des Bezirks Friedrichshain-Kreuzberg. Das Kasernenhauptgebäude bildet zusammen mit den später entstandenen Nebengebäuden und dem zugehörigen Grundstück das Dragonerareal.

## Kaserne (bis 1919)
Das Gebäude wurde in den Jahren 1850 bis 1854 nach Plänen der Militär-Baubeamten Ferdinand Fleischinger und Wilhelm Drewitz als Kaserne errichtet. Es ist 188 Meter lang, drei Geschosse hoch und hat eine graue, gequaderte Zementputz-Fassade. Die Gestaltung erinnert mit ihren an den Ecken des Gebäudes aufgesetzten, zinnenbewehrten Türmen und dem Eingangsbereich an eine mittelalterliche Kastellburg. Diese Wirkung wird durch die paarweise angeordneten Rundbogenfenster unterstützt.
Das Bauwerk diente zunächst dem 1. Bataillon des 8. Infanterie-Regiments als Kaserne. Je zehn Soldaten belegten dabei einen rund 12 m × 5 m großen Mannschaftsraum. Unteroffiziere konnten eine kleine Wohnung seitlich der Eingangstürme mit Stube und Küche beziehen. Im Keller befand sich ein Speisesaal, der etwa 20 m × 12 m groß war. Im Jahr 1855 kamen nach zweijähriger Bauzeit eine Reitbahn sowie ein unverputzter Ziegelbau mit vier Stallflügeln hinzu. Hierdurch entstanden drei Höfe, von denen einer zum Fußexerzieren, die beiden anderen für Reitübungen dienten. Im Jahr 1889 entstanden weitere Reithallen und Pferdeställe. Das Grundstück umfasste zu dieser Zeit 47.000 Quadratmeter.
In der Zeit von 1855 bis 1919 nutzten das 1. Garde-Dragoner-Regiment „Königin Victoria von Großbritannien und Irland“ sowie Teile des 2. Garde-Dragoner-Regiments „Kaiserin Alexandra von Rußland“ den Gebäudekomplex. Diese Truppen stürmten bei der Novemberrevolution am 11. Januar 1919 das Vorwärts-Gebäude in der Lindenstraße und töteten dabei sieben Besetzer. Bei der anschließenden Räumung des Verlagshauses wurden über 390 Gefangene in die Kaserne gebracht und teilweise schwer misshandelt.

## 1920–1945
Im Jahr 1921 erfolgte die Umwandlung des Bauwerks in einen Gewerbehof. Seit 1923 wird das Gebäude als Finanzamt genutzt. Im Foyer erinnert eine Gedenktafel an die Ereignisse der Novemberrevolution.
Während des Zweiten Weltkriegs war das Areal hinter dem Hauptgebäude mit den Gewerbehöfen ein Zentrum der Rüstungsindustrie und es gab dort mindestens zwei Zwangsarbeitslager. Das Logistikunternehmen Translag betrieb Mitte 1941 ein Lager für 17 Franzosen bzw. Ukrainer, ein Jahr später 27 Ukrainer. Das Fahrzeug- und Maschinenbauunternehmen Adler (Zweigwerk der Frankfurter Adlerwerke) war ein bedeutendes Instandsetzungswerk für Panzerwagen und hatte in seinem Lager Mitte 1941 rund zwei Dutzend vor allem westeuropäische Zwangsarbeiter im Lager Simsonstraße 11, ab Frühjahr 1943 auch Franzosen, Holländer, Belgier, Ukrainer. Des Weiteren hatte die Aerobau Heinrich Lehmann GmbH in ihrem Werk IV hier einen kriegswichtigen Schlauchmontagebetrieb mit Schlauchteillager, es wurden auch jüdische Zwangsarbeiter eingesetzt. Dieses Werk wurde beim großen Luftangriff vom 23. auf den 24. August 1943 zu großen Teilen zerstört und aufgegeben, Hauptsitz und das Werk I befanden sich in der nahegelegenen Bergmannstraße 102, dieser Gewerbehof ist heute noch erhalten.

## Nach 1945
Die Gesamtanlage der Garde-Dragoner-Kaserne mit Kaserne, Pferdestall und Reithalle wurde unter Denkmalschutz gestellt. 
Um die Neubebauung des Dragonerareals, das die Bundesanstalt für Immobilienaufgaben kurzfristig verkauft hatte, gibt es seit Beginn der 2010er Jahre Streit. Das betrifft vor allem die ehemaligen Stallungen und Wirtschaftsgebäude auf dem Gelände, die von kleinen Gewerbebetrieben, einem Bio-Supermarkt und dem Club Gretchen genutzt werden. Ein Investor plante den Abriss und den Bau von Luxuswohnungen.

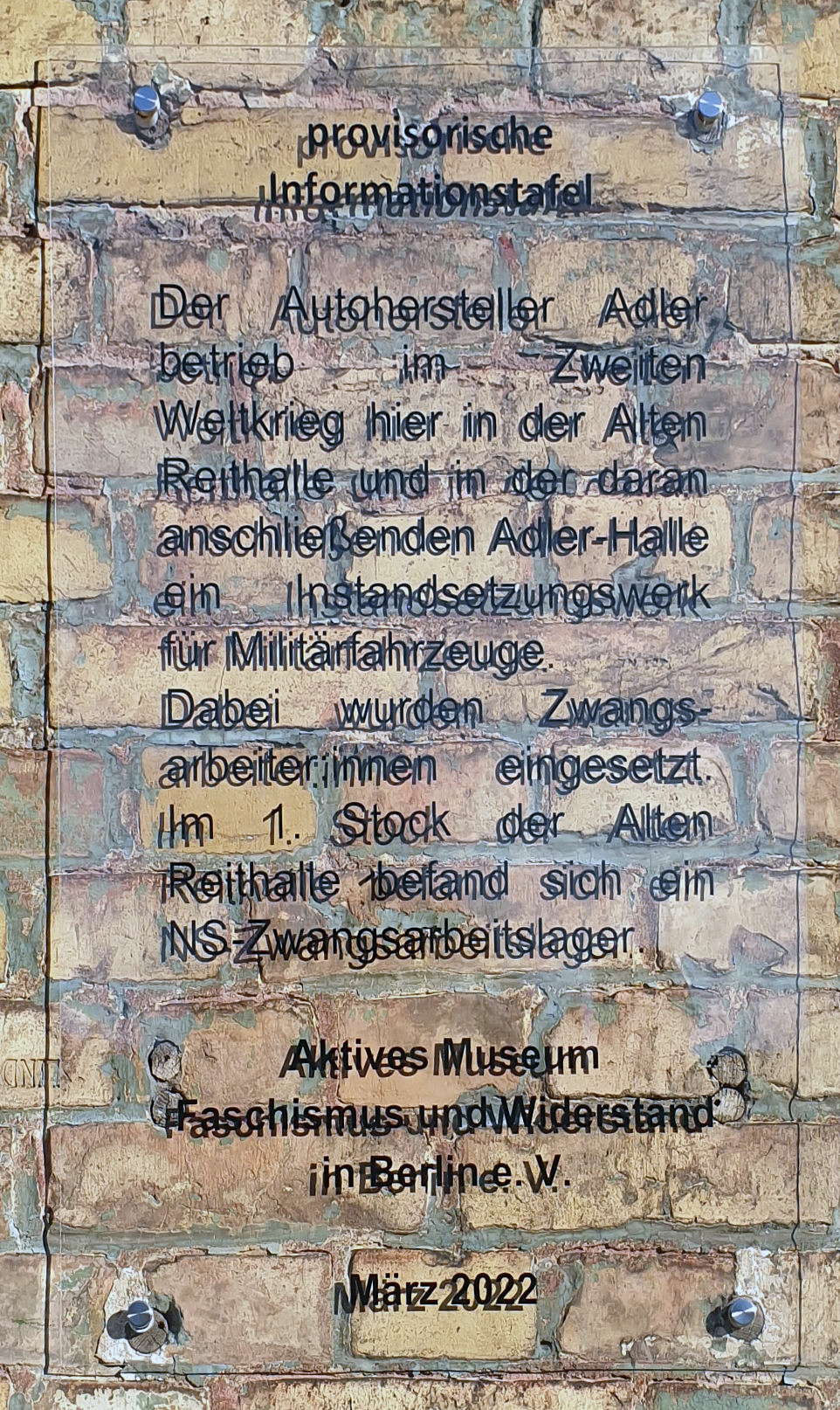
Gedenktafel am ehemaligen NS-Zwangsarbeiterlager in Berlin-Kreuzberg

In Bereichen, die nicht unter Denkmalschutz stehen, sollten bis zum Jahr 2016 Mietwohnungen und Gewerberäume entstehen. Zwecks Bürgerbeteiligung am Entwicklungs- und Planungsverfahren des ehemaligen Kasernengeländes und des Rathausblocks gründete sich im Juli 2011 der gemeinnützige Verein Upstall Kreuzberg e. V. für soziale und nachhaltige Stadtentwicklung. Im Jahr 2013 organisierte Urbanitas Berlin Barcelona in einem der alten Pferdeställe die Auftaktveranstaltung. Im denkmalgerecht restaurierten Pferdestall im Süden des Areals ist unter dem Namen Kiezraum ein Versammlungssaal für Nachbarschaft und Initiativenarbeit eingerichtet.
Nach dem im Mai 2017 ausgehandelten Hauptstadtvertrag will die Stadt Berlin nun hier jedoch Sozialwohnungen errichten.
Am 24. März 2022 wurde am ehemaligen NS-Zwangsarbeiterlager der Firma Adler, Berlin-Kreuzberg, Mehringdamm 20–30, eine Gedenktafel enthüllt.

## Nebenstelle Alexandrinenstraße
Eine weitere große Garde-Dragoner-Kaserne in der Nähe gab es bereits vor 1850 in der 
Alexandrinenstraße. Sie war zunächst ein Vorgängerbau und später eine Nebenstelle der Kaserne. Auf dem Gelände dieser im Zweiten Weltkrieg zerstörten Kaserne steht heute eine Schule.